# حداکثر اکسیژن مصرفی
حداکثر اکسیژن مصرفی یا اکسیژن مصرفی بیشینه یا ماکزیمم اکسیژن مصرفی یا VO2 max(همچنین حداکثر جذب اکسیژن) حداکثر میزان اکسیژن مصرفی است که به عنوان اندازه‌گیری کردن مقدار اکسیژن در یک فعالیت ورزشی می‌باشد.
حداکثر اکسیژن مصرفی مربوط به ایروبیک تناسب اندام یک فرد نیز می‌شود و یکی از عامل‌های تعیین‌کننده حداکثر میزان تحمل یک فرد در هنگام ورزش کردن است.
نام‌هایی که شامل آن می‌شود: V- حجم، O2-گاز اکسیژن، max-حداکثر

## انواع

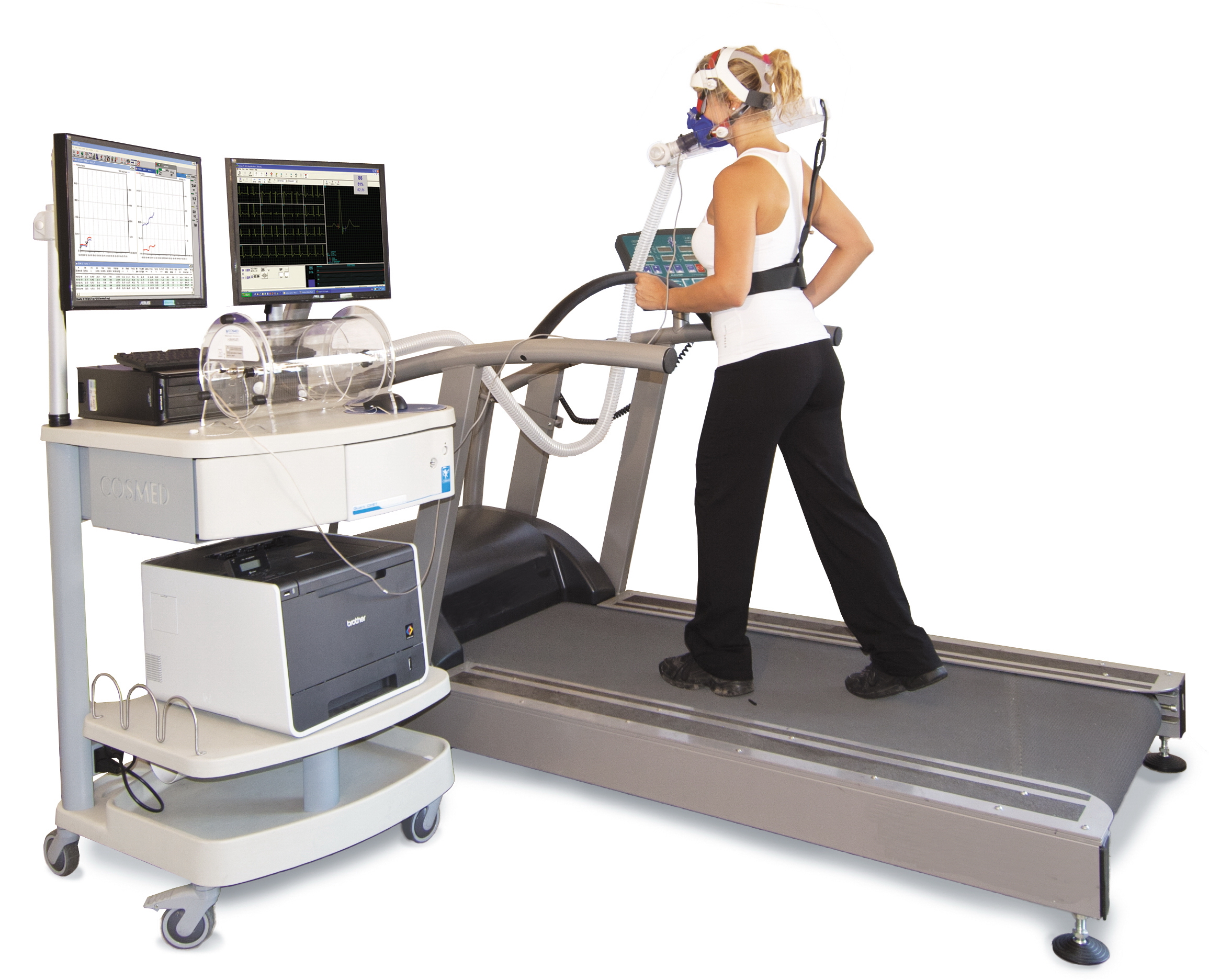
اندازه‌گیری کردن حداکثر اکسیژن مصرفی از طریق یک سبد سوخت و ساز بدن پیشرفته در طول یک آزمون ورزش مدرج بر روی تردمیل

1. بر اساس ضربان قلب به هنگام استراحت[۲]
2. بر اساس راه رفتن به اندازه ۱مایل (هر مایل تقریباً ۱٫۶ کیلومتر است).[۳]
3. بر اساس سه دقیقه تست دویدن روی پله[۳]
4. بر اساس ۱٫۵مایل دویدن/راه رفتن.[۴]

## محاسبه راه رفتن به اندازه ۱مایل(هر مایل تقریباً ۱٫۶ کیلومتر است)
برای محاسبه این نوع، از فرمول (قاعده) زیر استفاده می‌کنیم:
{\displaystyle VO2max=132.853-0.0769W-0.3877A+6.315G-3.2649T-0.1565H}.
W=جرم برحسب پوند.
A=سن بر حسب سال.
G=جنسیت (آقایان=۱وبانوان=۰).
T=مقدار راه رفتن بر حسب دقیقه.
H=تعداد ضربان قلب در هر دقیقه (ضربه/دقیقه)

## واحدهای اندازه‌گیری
ماکزیمم اکسیژن مصرفی را برحسب دو واحد یعنی لیتر در دقیقه (L/min) و میلی‌لیتر در ازای هر کیلوگرم از وزن بدن در دقیقه (mL/Kg.min-1) بکار می‌برند.

## دامنهٔ نرمال

### افراد غیرورزشکار
دامنهٔ نرمال ماکزیمم اکسیژن مصرفی در افراد تمرین نکرده برای مردان ۴۰–۳۵ میلی‌لیتر در ازای هر کیلوگرم از وزن بدن در دقیقه و برای زنان ۳۱–۲۷ میلی‌لیتر در ازای هر کیلوگرم از وزن بدن در دقیقه می‌باشد.

### حیوانات
ماکزیمم اکسیژن مصرفی در برخی از گونه‌های حیوانات نیز اندازه‌گیری شده است برای نمونه ماکزیمم اکسیژن مصرفی موش‌ها در طی شنا کردن در حدود ۱۴۰ میلی‌لیتر بر کیلوگرم وزن در دقیقه بود. ماکزیمم اکسیژن مصرفی اسبهای مسابقه پس از ۱۸ هفته تمرینات پرشدت تقریباً ۱۹۳ میلی‌لیتر بر کیلوگرم وزن در دقیقه بود؛ و سگ‌های نژاد هاسکی آلاسکا که در مسابقات سورتمه‌رانی شرکت نمودند بیش از ۲۴۰ میلی‌لیتر بر کیلوگرم وزن در دقیقه بود. برآورد می‌شود که ماکزیمم اکسیژن مصرفی برآورد شده برای شاخ‌چنگالی آنتلوپ (نوعی گوزن کوهی) بیش از ۳۰۰ میلی‌لیتر بر کیلوگرم وزن در دقیقه باشد
.